# Subida Urkiola
Das Radrennen Subida a Urkiola war ein Eintagesrennen, das jährlich Anfang August im Baskenland in Spanien stattfand. Gestartet wurde das Rennen in Durango, das Ziel war der Alto de Urkiola. Die erste Austragung war im Jahre 1931, jedoch fand das Rennen erst seit 1984 regelmäßig statt. Das Rennen war seit Einführung der UCI Europe Tour im Jahre 2005 Teil dieser Rennserie und in die Kategorie 1.1 eingestuft.

## Sieger
| - seit 2010 nicht ausgetragen - 2009 Igor Antón Hernández - 2008 David Arroyo - 2007 José Ángel Gómez Marchante - 2006 Iban Mayo - 2005 Joaquim Rodríguez - 2004 Leonardo Piepoli - 2003 Leonardo Piepoli - 2002 Dario Frigo - 2001 Jon Odriozola - 2000 Francesco Casagrande - 1999 Leonardo Piepoli - 1998 Simone Borgheresi - 1997 Beat Zberg | - 1996 José María Jiménez - 1995 Leonardo Piepoli - 1994 José María Jiménez - 1993 Tony Rominger - 1992 Claudio Chiappucci - 1991 Pedro Delgado - 1990 Andrew Hampsten - 1989 Andrew Hampsten - 1988 Marino Lejarreta - 1987 Marino Lejarreta - 1986 Óscar de Jesús Vargas - 1985 José Rodriguez Magro - 1984 Vicente Belda - 1970–1983 keine Austragung | - 1969 Gabriel Mascaró - 1968 Joaquín Galera - 1967 keine Austragung - 1966 Eusebio Vélez - 1965 Julio Jiménez - 1964 Julio Jiménez - 1963 keine Austragung - 1962 Julio Jiménez - 1961 Antonio Karmany - 1937–1960 keine Austragung - 1936 Claudio Leturiaga - 1932–1935 keine Austragung - 1931 Ricardo Montero |